# Eumichtis atlantica
Eumichtis atlantica là một loài bướm đêm trong họ Noctuidae.